# Kalle Ankas lyckonummer
Kalle Ankas lyckonummer är en amerikansk kortfilm skapad av Disney med Kalle Anka från 1951.

## Handling
Kalle vinner en bil på lotteri utan att veta det. Knattarna bestämmer sig för att hämta bilen och överraska honom. Men när Kalle får se bilen, tror han att Knattarna försöker lura honom. Då förstör han bilen helt och hållet.

## Om filmen
Filmen hade svensk premiär den 1 december 1952 på biografen Spegeln i Stockholm och ingick i kortfilmsprogrammet Kalle Anka i toppform tillsammans med kortfilmerna Två korrar och en miss, Kalle Anka som luftakrobat, Jan Långben i katedern, Bara en utsliten bil, Kalle Ankas kompanjoner och Plutos julgran.
Denna kortfilm visades även separat den 26 januari 1953 på samma biograf.

## Rollista
- Clarence Nash – Kalle Anka, Knatte, Fnatte och Tjatte[6]